# Erhard von Queis
Erhard von Queis (Storkow, 1490 körül – Pasłęk, 1529. szeptember 10.), névváltozata: Erhard von Queiß, a Pomezániai Székeskáptalan első lutheránus (evangélikus) püspöke. A Queis család tagja.

## Élete

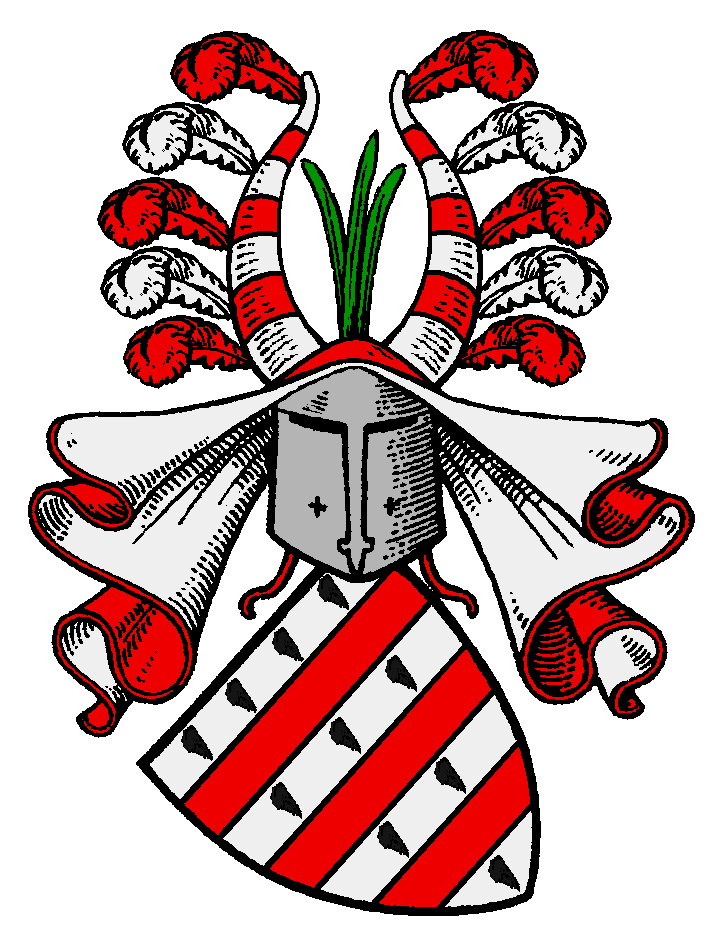
A Queis család storkowi ágának címere

A Queis család egy a mai Délnyugat-Lengyelországban folyó folyó német nyelvű változatáról kapta a nevét, amely lengyelül Kwisa. Testvérei voltak: Hans és Wolf von Queis.
1523-tól a Pomezániai Székeskáptalan lutheránus (evangélikus) püspöke.
1527. október 26-án vagy 1528. február 24-én házasságot kötött Podjebrád Apollónia (1492/96–1529) münsterbergi hercegnővel, aki egy leányt, Máriát (1529–1539) szülte 1529 márciusában, Apollónia azonban gyermekágyi lázban meghalt, akárcsak annak idején a nagyanyja. Hamarosan Erhard is meghalt 1529. szeptember 10-én járványos betegség következtében, teljesen árván hagyva újszülött lányukat, akinek a gondozását Apollónia nővére, Orsolya hercegnő vette át 1534-ben bekövetkezett haláláig. A kis Mária pedig röviddel a 10. születésnapja előtt 1539. január 9. halt meg.

## Gyermeke
- Feleségétől, Podjebrád Apollónia (1490/96–1529) cseh királyi hercegnőtől és münsterbergi hercegnőtől, 1 leány:
  - Mária (1529. március – 1539. január 9.)